# Campo Olímpico de Golfe
Der Campo Olímpico de Golfe ist ein Golfplatz im Stadtteil Barra da Tijuca der brasilianischen Stadt Rio de Janeiro.

## Geschichte
Der Golfplatz befindet sich im Reserva de Marapendi und wird vom brasilianischen Golfverband verwaltet. Die Einweihung erfolgte am 22. November 2015 durch den damaligen Bürgermeister von Rio de Janeiro, Eduardo Paes. Die in einem Umweltschutzgebiet errichtete Anlage verfügt über eine Fläche von 970.000 m² und besteht aus 18 Löchern und zwei künstlichen Seen. Bis zu 15.000 Zuschauer können den Veranstaltungen auf der Anlage beiwohnen. Das erste Golfturnier war die Aquece Rio Golf Challenge, die am 8. März 2016 als Test für die Olympischen Spiele galt. Siegerin des Turniers, an dem neun brasilianische Golfer teilnahmen, wurde Miriam Nagl.
Während der Olympischen Sommerspiele 2016 fanden auf dem Kurs die Golfturniere statt. Dies waren die ersten Olympischen Golfturniere seit 1904 in St. Louis. Die Turniere fanden zwischen dem 11. und 20. August statt.
Der Golfplatz wurde vom nordamerikanischen Architekten Gil Hanse, dem Gründer der Firma Hanse Golf Course Design, entworfen. Das architektonische Design des Clubhauses wurde im Rahmen eines nationalen Wettbewerbs ausgewählt, der vom Olympischen Organisationskomitee von Rio und vom brasilianischen Institut für Architekten gefördert wurde. Sieger des Wettbewerbs wurde der Entwurf der Architekten Pedro Évora und Pedro Rivera.
Nach den Olympischen Spielen wurde der Golfplatz der Öffentlichkeit zugänglich gemacht.

## Löcher
| Loch           | 1   | 2   | 3   | 4   | 5   | 6   | 7   | 8   | 9   | Out  | 10  | 11  | 12  | 13  | 14  | 15  | 16  | 17  | 18  | In   | Gesamt |
| -------------- | --- | --- | --- | --- | --- | --- | --- | --- | --- | ---- | --- | --- | --- | --- | --- | --- | --- | --- | --- | ---- | ------ |
| Par            | 5   | 4   | 4   | 3   | 5   | 3   | 4   | 3   | 4   | 35   | 5   | 4   | 4   | 4   | 3   | 4   | 4   | 3   | 5   | 36   | 71     |
| Männer (Yards) | 604 | 486 | 351 | 191 | 547 | 196 | 493 | 172 | 369 | 3409 | 590 | 488 | 514 | 479 | 229 | 412 | 303 | 133 | 571 | 3719 | 7128   |
| Frauen (Yards) | 536 | 435 | 321 | 155 | 493 | 177 | 409 | 154 | 324 | 3004 | 526 | 420 | 430 | 408 | 190 | 374 | 264 | 120 | 509 | 3241 | 6245   |